# Meggan
Meggan egy kitalált szereplő, egy Marvel Comics szuperhős.

## Életrajza

### Korai évek
Meggan származása ismeretlen, feltételezik, hogy egy tündérfaj leszármazottja, esetleg mutáns, vagy mindkettő. Ő maga csak annyit tud, hogy szülei utazók csoportjához tartoztak.
Már világrajövetelekor birtokolta hatalmait.
A kislány életének első tele nagyon hideg volt, s hogy megvédje magát a baba bundát növesztett apja és anyja elszörnyedésére. Habár elrejtették mások szeme elől az emberek mégis hamarosan pletykálni kezdtek egy farkaslányról. Meggan képességeinek lényegi része erős empátiája, így elkezdte felvenni azokat a formákat amiket a körülötte forgó emberek rávetítettek: denevérszárnyak, karmok, agyarak jelentek meg a testén szemei vörössé változtak. Családja szégyenében a furgonjukban rejtegette.
Meggan soha nem tanult meg írni és olvasni, egyetlen ablaka a külvilág felé a televízió volt. Tizenhét éves korában Nagy-Britannia valóságát egy James Jaspers nevű mutáns drámaian megváltoztatta. Ebben a valóságban a szuperlények koncentrációs táborokba kerültek. Amint a hatóságok leállították a család kocsiját és meglátták Meggant őt és a családját is bezárták. A táborban elválasztották őket egymástól és a lány többé nem látta a szüleit. A börtönben Meggan elkezdett Britannia Kapitányról álmodozni, akit gyakran látott a televízióban és reménykedett, hogy ő eljön és megmenti.
Miután Jesperst legyőzték a valóság lassan visszaolvadt a normális kerékvágásba, de Meggan esete különleges volt. Nemcsak továbbra is emlékezett a történtekre, de a családját sem találta, akik eddig biztonságban óvták. Meggan elbújt egy elhagyott raktárban és csúnya külseje ellenére is barátságot kötött két helyi gyerekkel Mickey-vel és Josie Scott-tal. A testvérek hoztak neki egy kevés ételt, és nyugtatgatták, mikor a telehold felzaklatta. Jó pár hónap eltelt és Meggan éppen különösen rossz kedvében volt, mikor bálványa Britannia Kapitány felfedezte őt és démoni külseje miatt gonosztevőnek nézte.
Összecsaptak a raktárban, a gyenge épület egy része megrokkant és maga alá temette Mickey-t. A gyerek meghalt, a döbbent és rémült Meggan elmenekült a helyszínről, de később visszatért, amikor Britannia Kapitány szembenézett a Scott családdal, hogy a bocsánatukat kérje.
Mickey halálát balesetként könyvelték el, a Kapitány pedig meghívta Meggant a Braddock házba.
Épp ott tartózkodott a Britannia Kapitány húga, a telepata Betsy Braddock és annak vak látnok barátnője Alison. Mikor a zavarodott Meggant bemutatták neki, a világtalan nő szépnek és ragyogónak írta le. Betsy kérdésére elmondta, hogy ő Meggan auráját látja, és nem a visszataszító külsejét. A következő hetekben Alison megértette, hogy Meggan képessége az alakváltás és megpróbálta meggyőzni őt, de a lány képtelen volt elhinni, mivel szörnyszerű alakjában élte le csaknem egész addigi életét.
A Braddock házban Meggan ismét hódolt egyetlen hobbijának a tévénézésnek. A tény, hogy Britannia Kapitány néha megjelent a képernyőn a lány szemében csak tovább növelte a hős vonzerejét. Meggan elkezdett romantikus érzelmeket táplálni Brian iránt, aki viszont nem sokat törődött a csúnya teremtéssel.
A dolgok akkor változtak meg, mikor a R.C.X. két ügynöke felkereste a házat és Britannia Kapitány segítségét kérte néhány mutánsnak született gyermek, (a Warpie-k) ügyében. Mialatt a férfiak odabent beszélgettek, Meggant valami egy kint parkoló kocsihoz vonzotta, amiben mint később kiderült pár Warpie volt bezárva. A helyzetük sokban hasonlított Meggan valahai körülményeire. A haragjukat átérezve kinyitotta az ajtót, de rögtön aztán Brian és a többi ember biztonságáért aggódva, már meg is próbálta visszanyomni őket és elutasította a hatásukat.
A kibontakozó harcban Meggan felismerte a saját képességét ami alakváltással reagált a környezete vágyaira és félelmeire. Végül tudat alatt Brian kívánságaival szinkronizálta magát és úgy jelent meg, mint magas, szőke és gyönyörű nő.
Brian „álmai asszonyába” csaknem azonnal beleszeretett, de a ház túl mozgalmas volt, hogy bármely intimitást megengedjen. A pár együtt elindult és számos kalandba keveredett, mialatt Meggan tovább csiszolta alakváltó képességeit a helyi állatok jellemzőinek lemásolásával. Tartottak egy megállót Oroszországban is, hogy felkutassák Meggan gyökereit, mivel a családja onnan vándorolt ki. Első csókjuk alkalmával a lány egy kígyószerű lénnyé változott Baba Yaga, a démoni boszorkány befolyása alatt. A boszorkány azt állította, hogy Meggan az ő fajtájához tartozik és Brian meggyilkolására akarta kényszeríteni, de sikertelenül, mivel a saját pszichéje mélyére tekintő Meggan ősi varázslatok és képletek sorát fedezte fel amiknek ösztönös használatával legyőzte ellenfelüket.
Ezalatt otthon Britannia Kapitányt Betsy helyettesítette, így a szerelmesek még engedélyeztek maguknak egy kis pihenőt ezúttal az Atlanti-óceán partján egy világítótoronyban, csak húgának kritikus sérülése késztette Briant, hogy újra akcióba lépjen és megint aktív szuperhős legyen. Meggan segítette a kedvesét a bűnügyek megoldásában, emellett elkezdett írást és olvasást tanulni, bár nagyon alapszinten.

### Az Excalibur alapítása
Évekkel később a gyógyult Betsy csatlakozott az X-Men-hez mint Pszihé, de nem sok idő telt el és a mutáns csapat teljes létszámban a halálát lelte Dallasban. Az incidenst egyenesben közvetítette a televízió, Meggant sokkolták az események de Brian még rosszabbul viselte, az alkoholhoz fordult és olyan dolgokat vágott Meggan fejéhez, amit később megbánt.
Mivel nem volt kihez mennie a lány a Miur Szigetre utazott, ahol találkozott Árnyékkal és Árnymacskával két korábbi X-Mennel, akik ott lábadoztak.
Árnyék kijózanította Briant, azáltal, hogy kiszórta az óceánba, majd kissé összekovácsolódtak, míg a Warwolfes-tól üldözött Rachel Summers-t segítették.
A nap végén az öt hős a tábortűz körül ült és megosztották az X-ekel kapcsolatos emlékeiket. Azt a döntést hozták, hogy Xavier álmának túl kell élnie és megalapították az Excalibur csapatot.
Habár egy csapatban harcoltak, Brian és Meggan kapcsolata nem okvetlen a jó irányba mozdult el. Brian ivászatát a többi csapattag nem fogadta el, kedvese haragját pedig rendszerint Meggan állta. Az, hogy a férfi találkozott régi barátnőjével Courtney Ross-sal, tovább rontotta Meggan kedvét. Feleslegesnek érezte magát és ez kiült a külsejére is. Árnyék többször is megpróbálta felvidítani, elmondva neki, hogy ő az egyik leggyönyörűbb ember akit valaha látott, nem a külseje, hanem a szíve és a lelke miatt. Meggan viszonozva a felé áradó szeretetet elkezdett átváltozni Kurt megjelenésének női verziójává. Csaknem engedtek vonzalmuknak, mikor az utolsó pillanatban a közeledő Brian hangja széttörte a meghitt pillanatot.
Szeretők helyett közeli barátok lettek és Meggan közölte Kurttal, hogy sokszor megrémítik a hatalmai. Mások vágyaira reagálni csodálatos tehetség ugyan, de kételyek gyötörték, létezik e igazi Meggan a számos különböző alak alatt, vagy csupán egy tükörlány.
Könnyű jól lenni veled Kurt. Te tudod ki vagy, kívül-belül. Én nem! A változás természetes… néha azon tűnődöm melyik alak az igazi? Meggan–e egyáltalán vagy csak szegény becsapott tükörlány.
A félelmei jogosnak tűntek, mivel az Inferno eseményei alatt Meggant azonnal a hatásuk alá vonták a városban mindenhol megjelenő démoni energiák. Készségesen ajánlotta fel magát N’astirh démonnak, aki átváltoztatta őt a Koboldhercegnővé. Meggan ezt követően arra igyekezett felhasználni az erejét, hogy Brian ne hagyja el őt soha és számos mozi-szerű szituációban csapdába csalta.
Két csapattársát Árnymacska szabadította ki, mikor a Lélekkarddal megszakította a gonosz varázslatokat.
Miután megszabadult a gonosz befolyástól Meggan úgy döntött szán magára egy kis időt és elindult, hogy felfedezze New Yorkot. Gondolkodás nélkül hangolódott rá azokra ez emberekre akikkel találkozott, így gyorsan teremtett új barátságokat. Azonban azt is megtanulta, hogy nem engadhet mindig mások vágyainak mikor egy férfi megpróbálta ráerőszakolni magát. Meggan az eset végére boldog volt, hogy felfedezte a nemet mondás erejét. De mindemellett még mindig túl gyorsan alakot váltott adaptálva a hozzá legközelebb álló óhajait.
Szerelme Britannia Kapitány hasonlóan rossz formában volt, mivel a harci öltözéke tönkrement az erői eltűntek.. Úgy tűnt Meggan teste megkísérli lemásolni Brian elerőtlenedését is.
Visszatérésük után Angliába az Excalibur megkezdte utazását különböző világokon keresztül. Az egyikben találkoztak egy tündérszerű fajjal, egyedei apró, fényesen ragyogó teremtmények voltak szárnyakkal. Mikor Meggan lemásolta a jellemvonásaikat, a bennszülöttek azt mondják, hogy olyan, mint a tündérnép elveszett hercegnője.
Egy másik földön ahol kalózok éltek Meggan a világszellem megtestesülése volt és számos ember ihletre inspiráló forrása.
Az utazás alatt Meggan és Rachel erői elkezdtek hatni egymásra és míg aludtak a két nő testet, ruhát és jellemvonásokat cserélt. A csapatot természetesen felzaklatta a jelenség, de míg azzal próbálkoztak, hogy találjanak egy módot amivel megoldják, nem volt idő, hogy feltárják a mélyebb okokat.
Pár hónappal később mikor már visszatértek a saját világukba az indulatok fellángoltak Brian és Kurt között, mikor az előbbi rajtakapta Árnyékot, hogy Megganról fantáziál álmában. Brian összeverte Kurot és eltörte a lábát, mielőtt meghallgatta volna az okokat és hogy valójában semmi nem történt közöttük.
Meggan úgy érezte egy időre muszáj elhagynia Briant és a csapatot, és Rachellel az oldalán elindult, hogy felkutassa a múltját. Meggan megkérte Rachelt, hogy tekintsen az elméjébe, amit ő meg is tett,- ijesztő eredményekkel. Ray felfedezte, hogy Meggan memóriájának szerkezete rendkívül egyedi, az átlagos emberi lényektől eltérően nincsenek benne pszihés akadályok, egy állandó elfogadás állapotában él, nincsenek álmok, töprengés a múlton, vagy tervek a jövőre nézve. Ez is egy oka lehetett, hogy a két nő korábban összeolvadt, mivel Rachel hasonló állapotban él a Főnix Erő miatt.
Meggan és Rachel egy cigánytábor gyanús nyomait követve haladtak keresztül Franciaországon és Németországon, de nem Meggan múltját, hanem egy másik szerencsétlen bebörtönzött lényt találtak: egy Neurit. Szabadon engedték, hogy békében tudjon meghalni, de mielőtt elpusztult Meggant egy lelki síkra hívta, ahol a lány visszatért igaz megjelenésébe, amiben képes, hogy érzékelje mások életerejét. Néhány rejtélyes szóval a Nerui azt sugallta, hogy a keresése most véget ért, de még nem rendelték el, hogy megtalálja a szüleit.
Meggan kiegészült képességeire csakhamar szükség volt, mikor ő és Rachel visszatértek az Excaliburhoz, felfedezték, hogy a csapatot Merlin befolyásolta az első naptól kezdve. A csapat minden egyes tagjának egyedülálló képessége volt, ami ahhoz kellett, hogy együtt egy összetett entitást alkossanak. Meggan feladata az életerő áramlásának észlelése volt. Végül legyőzték Merlint, és megvitatták, hogy a csapat további együtt maradása az ő saját döntésük.

## Érdekességek
- Egyes olvasók szerint Meggan a "Williams-szindróma" nevű örökletes értelmi fogyatékosságban szenved. E betegség külső jelei a manószerű arcvonások. Másodsorban a beteg az írás-olvasás terén nehézségekkel küszködik. Harmadsorban az ilyen betegségben szenvedők a végletekig empatikusak.[18]

## Külső hivatkozások
- UncannyXmen.Net Spotlight on Meggan (angolul)
- Meggan on the Marvel Universe Character Bios Wiki (angolul)